# Veliki Stjenjani
Veliki Stjenjani su naseljeno mjesto u gradu Bihaću, Federacija Bosne i Hercegovine, BiH.
Nalazi se kod Kulen Vakufa.

## Stanovništvo

### 1991.
Nacionalni sastav stanovništva 1991. godine, bio je sljedeći:
ukupno: 57
- Srbi - 56
- Muslimani - 1

### 2013.
Prema popisu iz 2013. godine bilo je bez stanovnika.